# Episodi di Un detective in corsia (prima stagione)
La prima stagione della serie televisiva Un detective in corsia, composta da 19 episodi, è stata trasmessa sul canale statunitense CBS dal 29 ottobre 1993 al 13 maggio 1994, mentre in Italia è stata trasmessa da Canale 5 dal 29 giugno al 10 luglio 1998.
| nº | Titolo originale           | Titolo italiano                      | Prima TV USA     | Prima TV Italia |
| -- | -------------------------- | ------------------------------------ | ---------------- | --------------- |
| 1  | Miracle Cure               | L'abito non fa il monaco             | 29 ottobre 1993  | 29 giugno 1998  |
| 2  | Amnesia                    | Un killer in ospedale                | 5 novembre 1993  | 29 giugno 1998  |
| 3  | Murder at the Telethon     | Telethon col morto                   | 12 novembre 1993 | 30 giugno 1998  |
| 4  | Inheritance of Death       | Eredità di morte                     | 19 novembre 1993 | 30 giugno 1998  |
| 5  | The 13 Million Dollar Man  | L'uomo da 13 milioni di dollari      | 3 dicembre 1993  | 1º luglio 1998  |
| 6  | Vanishing Act (Part 1 & 2) | Il rapimento (prima e seconda parte) | 10 dicembre 1993 | 1º luglio 1998  |
| 7  | Vanishing Act (Part 1 & 2) | Il rapimento (prima e seconda parte) | 17 dicembre 1993 | 2 luglio 1998   |
| 8  | Shanda's Song              | La regina del rock                   | 7 gennaio 1994   | 2 luglio 1998   |
| 9  | The Restless Remains       | Conferenza con il morto              | 14 gennaio 1994  | 3 luglio 1998   |
| 10 | Murder With Mirror         | Omicidio per magia                   | 21 gennaio 1994  | 3 luglio 1998   |
| 11 | Flashdance with Death      | Ballando con la morte                | 28 gennaio 1994  | 6 luglio 1998   |
| 12 | Reunion with Murder        | Riunione con delitto                 | 4 febbraio 1994  | 6 luglio 1998   |
| 13 | Lily                       | Un segreto pericoloso                | 4 marzo 1994     | 7 luglio 1998   |
| 14 | Gurdian Angel              | Un'amara verità                      | 1º aprile 1994   | 7 luglio 1998   |
| 15 | Nirvana                    | Un assassino per amico               | 8 aprile 1994    | 8 luglio 1998   |
| 16 | Broadcast Blues            | Suicidio sospetto                    | 15 aprile 1994   | 8 luglio 1998   |
| 17 | Shaker                     | Omicidio a 24 carati                 | 29 aprile 1994   | 9 luglio 1998   |
| 18 | The Plague                 | La peste nera                        | 18 maggio 1994   | 9 luglio 1998   |
| 19 | Sister Michael Wants You   | La suora detective                   | 13 maggio 1994   | 10 luglio 1998  |

## L'abito non fa il monaco
- Titolo originale:Miracle Cure
- Diretto da: Michael Lange
- Scritto da: James Kramer

### Trama
Al Community General Hospital viene ricoverato un ferito, investito da un automobilista che si spaccia per prete e si intrufola nella sua stanza.

## Un killer in ospedale
- Titolo originale: Amnesia
- Diretto da: Michael Lange
- Scritto da: Joyce Burditt, David Hoffman e Leslie Daryl Zerg

### Trama
Una bellissima ragazza viene ricoverata al Community General Hospital. Non sa nemmeno come si chiama, ha perso la memoria o così sostiene.

## Telethon col morto
- Titolo originale: Murder at the Telethon
- Diretto da: Anson Williams
- Scritto da: Vance DeGeneres

### Trama
Un uomo viene ucciso durante uno speciale Telethon indetto per reperire fondi per il pronto soccorso del Community General Hospital.

## Eredità di morte
- Titolo originale: Inheritance of Death
- Diretto da: Frank Thackery
- Scritto da: Gerry Conway

### Trama
Mark Sloan si insospettisce quando apprende la notizia della morte di suo zio, Jonathan Nash. Questi gli aveva promesso che avrebbe lasciato in eredità tutto il suo ingente patrimonio al Community General Hospital, confidandogli inoltre di aver paura di essere ucciso da uno dei suoi tre figli.

## L'uomo da 13 milioni di dollari
- Titolo originale: The 13 Million Dollar Man
- Diretto da: Anson Williams
- Scritto da: Gordon T. Dawson

### Trama
Dale Harlan, vecchio amico e paziente di Mark Sloan, viene ferito da un colpo di pistola nel parcheggio di un club privato, il 'Red Gardenia'. Dale riesce a raggiungere a piedi il Community General Hospital e a consegnare a Mark un biglietto della lotteria, dopodiché muore tra le braccia del dottore. Amanda, indagando, scopre che Dale aveva vinto tredici milioni di dollari. I principali sospettati dell'omicidio sono la moglie Monica, a cui Dale aveva dilapidato l'intero patrimonio, un dentista che gli aveva prestato parecchio denaro, e Ridlin, il proprietario del club, con cui Harlan aveva un grosso debito di gioco.

## Il rapimento (prima e seconda parte)
- Titolo originale: Vanishing Act: (Part 1 & 2)
- Diretto da: Christian I. Nyby
- Scritto da: Bruce Franklin Singer

### Trama
Steve, il figlio del dottor Sloan, scopre che alcuni suoi colleghi hanno commesso delle rapine, ma non ha le prove per incriminarli. Si rivolge a Schroeder, degli Affari Interni, il quale però intende dividere il bottino con i poliziotti corrotti. Quando Schroeder muore, viene ingiustamente incolpato Steve. Il dottor Sloan inizia ad indagare per dimostrare l'innocenza del figlio. Per far luce sull'accaduto si rivolge a Gus Benedict, boss della mafia a cui in passato ha salvato la vita. Gus chiede aiuto al suo uomo di fiducia, Tommy Raffanti che nel frattempo, in gran segreto, sta preparando il sequestro del boss allo scopo di estorcergli tre milioni di dollari.

## La regina del rock
- Titolo originale: Shanda's Song
- Diretto da: Neema Barnette
- Scritto da: Craig Volk

### Trama
Al Community General Hospital viene ricoverata Shanda, una rock star affetta da esaurimento nervoso. La donna, perseguitata da un folle ammiratore, Patrick, vive costantemente nel terrore. Il dottor Sloan si offre di ospitarla a casa sua per alcuni giorni. Nel frattempo Jack e Amanda, indagando, scoprono che la corista del gruppo di Shanda intende lasciare la band, ma è minacciata dalla rockstar. Il caso si complica quando Clare, la corista e Patrick vengono trovati morti. A questo punto tutti i sospetti ricadono su Shanda.

## Conferenza con il morto
- Titolo originale: The Restless Remains
- Diretto da: Christian I. Nyby
- Scritto da: Robert Schlitt e John Hill

### Trama
Robert Westlin, noto finanziere, muore in seguito a un attacco di cuore. Il cadavere dell'uomo scompare misteriosamente e tutte le persone a lui vicine negano che sia morto. Il dottor Sloan, aiutato da Jack e Amanda, indaga.

## Omicidio per magia
- Titolo originale: Murder with Mirrors
- Diretto da: Anson Williams
- Scritto da: Gerry Conway

### Trama
Sloan cerca di scagionare il suo amico Eddie Clark, un illusionista, dall'accusa dell'omicidio del collega Madison. I sospetti del dottore si concentrano su tre persone: Mike Baker, proprietario del locale in cui si esibisce Eddie, e i due colleghi dell'illusionista, Cleopatra e David.

## Ballando con la morte
- Titolo originale: Flashdance with Death
- Diretto da: Christian I. Nyby
- Scritto da: Gerry Conway

### Trama
Il dottor Sloan indaga sulla morte di Roland Spear, il comproprietario di una scuola di danza, deciso a ritirarsi dagli affari. I sospetti si concentrano su Sammy, socio di Roland, contrario alla vendita della scuola, Barbara, la moglie della vittima, e Cindy, insegnante della scuola di danza, fidanzata di Steve Sloan ed ex amante di Roland.

## Riunione con delitto
- Titolo originale: Reunion with Murder
- Diretto da: Anson Williams
- Scritto da: Robin Madden

### Trama
Nancy Barlow, donna di successo e affermata professionista, organizza una riunione con alcune sue ex compagne di scuola, che all'epoca dell'università non facevano altro che deriderla a causa della sua obesità. Come se non bastasse, Nancy era vittima di crudeli scherzi da parte delle sue compagne, uno dei quali le era costato l'espulsione dall'università con conseguente perdita della borsa di studio. Per Nancy è giunto ora il momento di vendicarsi. La donna ha scritto infatti un libro in cui rivela particolari scottanti della vita delle sue perfide compagne. Ma qualcuno non vuole che il libro venga pubblicato.

## Un segreto pericoloso
- Titolo originale: Lily
- Diretto da: Frank Thackery
- Scritto da: Gerry Conway

### Trama
Jack incontra casualmente Sandy, un'amica d'infanzia, divenuta prostituta d'alto bordo. La ragazza, dopo aver deciso di ricattare tre dei suoi più importanti clienti, viene uccisa. Poco prima di morire, Sandy aveva confidato a Jack che una certa Lily era l'unica a custodire tutti i suoi compromettenti segreti. Sloan inizia ad indagare, deciso a rintracciare Lily, ma il caso si rivela più complicato del previsto e le sorprese per il dottore sembrano non finire.

## Un'amara verità
- Titolo originale: Guardian Angel
- Diretto da: Christian I. Nyby
- Scritto da: Bruce Franklin Singer

### Trama
Il sindaco Ridgeway viene assassinato dalla moglie Lauren, che riesce a far incolpare dell'omicidio lo psicopatico Benjamin Strand. Per far ciò si introduce in casa sua prelevando una statuetta che lo stesso Benjamin le aveva rubato mesi prima. Gli unici elementi che Sloan possiede per dimostrare la colpevolezza della donna sono la jeep rossa, con cui Lauren la sera dell'omicidio ha investito un barbone nel vicolo in cui abita Strand, e una fotografia di Strand che lo ritrae accanto alla statuetta. Anche se con molte difficoltà, Sloan riesce a mettere alle strette la donna che gli confida lo sconcertante movente dell'omicidio.

## Un assassino per amico
- Titolo originale: Nirvana
- Diretto da: Christian I. Nyby
- Scritto da: Peter Dunne

### Trama
Jack riceve la visita di Chet, un ex compagno di università. Chet si serve del dottor Sloan per inscenare la sua finta morte. Sloan, insospettito, indaga, ma riesce a far luce sulla misteriosa faccenda solo quando Laurie, ex ragazza di Chet, acquista due biglietti aerei per le Barbados.

## Suicidio sospetto
- Titolo originale: Broadcast Blues
- Diretto da: Christian I. Nyby
- Scritto da: James Kramer

### Trama
Paul Dunbar, un pregiudicato condannato per rapina ed omicidio, si reca al Community General Hospital assieme al dottor Tom Harvey, amico di Sloan, per effettuare alcune analisi. Una volta giunto in clinica Paul si barrica nell'obitorio e chiede di parlare col noto giornalista Jordan Sanders. Questi, giunto al Community General Hospital, fa per entrare all'obitorio quando viene assassinato; all'interno della stanza viene trovato il corpo privo di vita di Paul accanto a Tom, il quale giace svenuto. Sembrerebbe che Paul, dopo aver ucciso il giornalista, si sia tolto la vita, ma il dottor Sloan, avendo dei sospetti in merito, indaga.

## Omicidio a 24 carati
- Titolo originale: Shaker
- Diretto da: Alan Myerson
- Scritto da: Gerry Conway

### Trama
Martin Garfield, un antiquario amico di Sloan, muore nella propria casa durante una tremenda scossa di terremoto. Il dottor Sloan, certo di trovarsi di fronte ad un caso di omicidio, indaga. Tra i sospettati include: Ruth, la seconda moglie della vittima, amante di un gioielliere e unica erede dell'immensa fortuna del marito; Rick, genero di Martin, uno scultore squattrinato e malvoluto dal suocero e Stewart, socio in affari di Martin da questi accusato di furto. Il caso sembra però non avere soluzione in quanto Sloan non riesce a trovare l'arma del delitto.

## La peste nera
- Titolo originale: The Plague
- Diretto da: Peter Ellis
- Scritto da: Gerry Conway

### Trama
Il famigerato killer Bruno Crespi, responsabile dell'omicidio di Danny Baylor, torna in America dopo un anno di latitanza. L'uomo si ammala di peste e il dottor Sloan scopre che il batterio della tremenda malattia è stato inoculato deliberatamente da qualcuno attraverso la fiala di epinefrina, medicinale che Crespi usa contro l'asma. Sloan indaga.

## La Suora Detective
- Titolo originale: Sister Michael wants you
- Diretto da: Leo Penn
- Scritto da: Joyce Burditt

### Trama
Nel convento di Santa Clara viene ucciso un fotografo, Greg Wilson, il quale poco prima di morire ha cercato di consegnare alla Madre Superiora una cassetta compromettente. Mark Sloan, interpellato dalla suora, si trasferisce in convento spacciandosi per un prete nella speranza di smascherare l'assassino.